# Tomáš Koutník
Tomáš Koutník (* 4. října 1950 Olomouc) je český dirigent a pedagog.
Narodil se v Olomouci. Vystudoval Pražskou konzervatoř, obor hra na violoncello. Dále HAMU Praha, kde absolvoval roku 1977 obory hra na violoncello a dirigování a v témže roce získal 1. cenu na Mezinárodní dirigentské soutěži v Besançonu. V dalších dvou letech byl stipendistou Hudebního studia Českého hudebního fondu, absolvoval roční stáž v Paříži a roku 1979 byl finalistou v Mezinárodní dirigentské soutěži v Katovicích. Byl dirigentem Symfonického orchestru Československého rozhlasu v Bratislavě (1979–1981), Sukova komorního orchestru (1981–1983), šéfdirigentem Janáčkovy filharmonie Ostrava (1983–1990), dirigentem Symfonického orchestru Československého rozhlasu Praha (1988–1992), stálým hostem Hofer Symphoniker v Bavorsku (1988–1996), šéfdirigentem a ředitelem Severočeské filharmonie Teplice (1990–1996) a šéfdirigentem Filharmonie Bohuslava Martinů Zlín (2000–2004).
Hostoval u zahraničních orchestrů v Bruselu, Drážďanech, Berlíně, Výmaru, Jeně, St. Gallenu, Lucernu, Tokiu, New Jersey atd.
Na kompaktní disky nahrál se Severočeskou filharmonií komplet symfonií Franze Schuberta, s Komorní filharmonií Pardubice skladby Jana Václava Hugo Voříška, Wolfganga Amadea Mozarta a Franze Schuberta, se Státním komorním orchestrem Žilina skladby Antonína Dvořáka, Jána Cikkera, Wolfganga Amadea Mozarta a Ludwiga van Beethovena, přičemž spolupracoval také s významnými českými sólisty.
Od roku 1994 vyučuje na HAMU obor dirigování symfonického orchestru. V roce 2004 se stal docentem a v současnosti vede katedru dirigování. V rámci působení na HAMU v Praze pořádá a vede mistrovské dirigentské kurzy pro studenty, které se konají se Severočeskou filharmonií Teplice a se Západočeským symfonickým orchestrem Mariánské Lázně.
Vyučoval také na mistrovských dirigentských kurzech v České republice (1997, 2000 a 2001) a v Kanadě (1999). V roce 2024 založil vlastní Koutnik Academy, která se zaměřuje na vzdělávání mimořádně talentovaných dirigentů z celého světa, pořádá mistrovské dirigentské kurzy a koncerty. 

## Ocenění
- 1. cena na Mezinárodní dirigentské soutěži ve francouzském Besançonu (1977)
- finalista Mezinárodní dirigentské soutěže v Katovicích (1979)
- stipendista Hudebního studia Českého hudebního fondu